# Upíři (film, 1956)
Upíři (v originále I Vampiri) je italský hraný film z roku 1956, který režíroval Riccardo Freda. Film se odehrává v Paříži, kde dochází k sérii nevyjasněných vražd.

## Děj
V Paříži je v Seině nalezeno již třetí tělo mladé dívky. Stejně jako dvě předchozí je tělo zcela bez krve, ačkoliv dívka nebyla vůbec poraněna. všechny dívky měly stejnou krevní skupinu. O sérii vražd se zajímá novinář Pierre Lantin, který se snaží zjistit, jestli za úmrtími nejsou upíři. V té době zmizí další dívka, mladá herečka Nora. Lantin se vydá za spolužačkami dívky, kterou vylovili z řeky, aby se dověděl více. Získá její fotografii, na které je zachycen i muž, který si schovává tvář. Podaří se mu muže dostihnout, když ale zavolá policii, muž unikne a inspektor Santel mu nevěří. Lantina pozve na svůj zámek Gisèle, neteř vévodkyně DuGrand, ale Lantin odmítne, protože vévodkyně byla kdysi zamilovaná do jeho otce. Tajemný muž je Joseph Signoret, který se vydá za věhlasným profesorem Julienem DuGrandem, aby mu řekl, že již pro něj žádné únosy dělat nebude a vše oznámí policii. Profesorův asistent ho uškrtí. Vévodkyně DuGrand řekne profesorovi, že musí předstírat smrt. Do rodinné hrobky je pohřben Signoret a profesor se skrývá na zámku. Signoret je ovšem z rakve opět vytažen a profesor na něm provádí oživovací pokusy. Jako další dívka je unesena Laurette Robertová, od které Lantin získal fotografii. Šéfredaktor zakáže Lantinovi psát dále o vraždách a nařídí mu, aby šel na ples, který na zámku pořádá vévodkyně DuGrand. Lantin tam jde s fotografem Rolandem Fontainem, který je zamilovaný do neteře vévodkyně Gisèle. Po plese se na zámek vrátí a vnikne do pokoje Gisèle. Tam zjistí, že mladá Gisèle je ve skutečnosti stará vévodkyně, kterou omlazuje profesor krví mladých dívek. Vévodkyně Fontaina zastřelí. Na zámek se tajně vypraví i Lantin, který zde nalezne oživlého Josepha Signoreta a odvede ho na policii. Vrátí se na zámek s inspektorem Santelem, kde objeví unesenou Laurette Robertovou. Profesor i s asistentem jsou při policejní přestřelce zastřeleni a vévodkyně po výslechu, při kterém vše přiznala, zemře.

## Obsazení
| Gianna Maria Canale | Gisèle / vévodkyně DuGrand |
| Dario Michaelis     | Pierre Lantin              |
| Carlo D’Angelo      | inspektor Santel           |
| Wandisa Guida       | Laurette Robertová         |
| Antoine Balpêtre    | profesor Julien DuGrand    |
| Paul Muller         | Joseph Signoret            |
| Renato Tontini      | Roland Fontaine            |
| Angiolo Galassi     | profesorův asistent        |